# Carter Jenkins
Carter Mark Jenkins (ur. 4 września 1991 w Tampie) – amerykański aktor, scenarzysta i producent filmowy.

## Filmografia

### filmy fabularne
- 2005: Drużyna specjalnej troski (Bad News Bears) jako Joey Bullock
- 2005: Pieskie życie (Life Is Ruff, TV) jako Preston Price
- 2005: Trzymaj ze Steinami (Keeping Up with the Steins) jako Zachary „Zach” Stein
- 2009: Obcy na poddaszu (Aliens at the Attic) jako Tom Pearson
- 2010: Walentynki (Valentine’s Day) jako Alex Franklin
- 2012: Trafiony piorunem (Struck by Lightning) jako Nicholas Forbes

### seriale TV
- 2003: Bez śladu jako Kyle
- 2003: Jimmy Kimmel Live! jako dzieciak
- 2004: Hoży doktorzy jako młody Todd Quinlan
- 2004: Oliver i przyjaciele jako chłopak
- 2004: Everwood jako David Beck
- 2004–2005: Nieidealna jako Eli Pataki
- 2005: CSI: Kryminalne zagadki Nowego Jorku jako Will Galanis
- 2005: Zagubieni jako młody Tom Brennan
- 2006: 4400 jako Todd Barstow
- 2006: Dr House jako Mark McNeil
- 2006: CSI: Kryminalne zagadki Miami jako Raymond Caine Jr.
- 2009–2010: Magia kłamstwa jako Rick Massey
- 2014: The Following jako Preston Tanner
- 2015: Mad Men jako Andy
- 2015: Opowieści z ciemnej strony jako Carter
- 2016: Era Wodnika jako William Garretson
- 2016: Sweet/Vicious jako Will Powell
- 2017–2018: Famous In Love jako Rainer Devon